# Lemon Cove (Kalifornija)
Lemon Cove je naseljeno područje za statističke svrhe u američkoj saveznoj državi Kalifornija. Prema popisu stanovništva iz 2010. u njemu je živjelo 308 stanovnika.